# Nexi
Nexi est une entreprise italienne spécialisée dans les paiements électroniques.
La société est cotée en bourse de Milan avec le code NEXI.

## Histoire
En juin 2020, Nexi finalise l'acquisition de la filiale paiement de Intesa Sanpaolo pour 1 milliard d'euros, en parallèle de cela Intesa Sanpaolo, acquiert une participation de 9,9 % dans Nexi. Mercury UK HoldCo, l'actionnaire principal de Nexi voit sa participation passer à 33,4 %.
En octobre 2020, Nexi annonce la fusion de ses activités avec SIA, une entreprise italienne concurrente, pour créant un nouvel ensemble avec un chiffre d'affaires de 1,8 milliard d'euros.
En novembre 2020, Nexi annonce sa fusion avec Nets, dans une transaction d'une valeur de 9,2 milliards d'euros, ne remettant pas en cause sa fusion avec SIA.

## Activité
- Développement de solutions et de services de paiement à destination des commerçants.
- Gestion de cartes de paiement et des paiements en ligne.
- Développement de solutions et de services bancaires numériques.

## Principaux actionnaires
Au 1 juillet 2020.
| Mercury UK Holdco                 | 43,4% |
| GIC Pte                           | 3,82% |
| Norges Bank Investment Management | 2,17% |
| FIL Investment Advisors           | 2,11% |
| The Vanguard Group                | 1,53% |
| ANIMA Sgr                         | 1,30% |
| Moneta Asset Management           | 1,13% |
| DWS Investment                    | 0,94% |
| Amundi Ireland                    | 0,93% |
| Janus Capital Management          | 0,61% |